# Los olvidados
Pour plus de détails, voir Fiche technique et Distribution.
Los olvidados (littéralement « les oubliés » en français) est un film mexicain de Luis Buñuel, sorti en 1950. Le poète Octavio Paz a écrit : « Los Olvidados est quelque chose de plus qu'un film réaliste. Les rêves, les désirs, les horreurs, le délire, le hasard, la part nocturne de la vie, ont aussi leur part. Et le poids de réalité qu'il nous montre est si atroce qu'il finit par paraître impossible, insupportable. Et c'est ainsi : la réalité est insupportable ; et pour cette raison, parce qu'il ne le supporte pas, l'homme tue et meurt, aime et crée ». A sa sortie le film fait scandale et ne reste que 3 jours à l’affiche avant d’être retiré des écrans malgré le soutien de nombreux intellectuels mexicains. Ce film obtient un grand impact mondial et a remporté le prix du meilleur réalisateur au Festival de Cannes.
En juillet 1994, le film est sélectionné en 2e position dans la liste établie par la revue Somos des 100 meilleurs films mexicains de tous les temps.

## Synopsis
El Jaibo, un adolescent des rues, s’échappe de la maison de correction et retrouve ses compagnons d'infortune dans leur bidonville de la banlieue de Mexico. Avec Pedro et d’autres enfants, il tente d’attaquer Don Carmelo, un aveugle cruel qui survit en jouant de la musique dans les rues. Quelques jours après, Jaibo tue, en présence de Pedro, le jeune homme qu’il accuse de l’avoir dénoncé. À partir de ce moment, les destins de Pedro et du Jaibo sont tragiquement unis.

## Fiche technique
- Titre : Los olvidados (également titré en France Pitié pour eux)
- Réalisation : Luis Buñuel
- Scénario : Luis Buñuel et Luis Alcoriza (avec l'assistance non créditée de Max Aub sur les dialogues)
- Musique : Rodolfo Halffter et Gustavo Pittaluga
- Photographie : Gabriel Figueroa
- Montage : Carlos Savage
- Pays d'origine :  Mexique
- Genre : Policier et drame
- Durée : 80 min
- Date de sortie : 1950
- Affiche : Boris Grinsson (France)

## Distribution
- Stella Inda : la mère de Pedro
- Miguel Inclán : Don Carmelo, l’aveugle
- Alfonso Mejia : Pedro
- Roberto Cobo : El Jaibo
- Alma Delia Fuentes : Meche
- Francisco Jambrina : le directeur de l’école
- Jesús Garcia Navarro : le père de Julián
- Mario Ramirez : Ojitos
- Víctor Manuel Mendoza (non crédité)

## Distinctions
- Prix de la mise en scène au festival de Cannes 1951[5].
- Inscrit au registre international Mémoire du monde de l'UNESCO[6].

Jacques Prévert consacre un poème au film dans son recueil Spectacle. La chanteuse franco-portugaise Marie Myriam a sorti un single intitulé "Los olvidados" au début des années 80, qui s'inspire de ce film.

### Scénario
- (es) Carmen Peña Ardid et Víctor M. Lahuerta Guillén, Buñuel 1950, Los olvidados, guión y documentos, Teruel (Aragón), Instituto de Estudios Turolenses, 2007 (ISBN 978-84-96053-23-6).

### Étude critique
- Lionel Souquet, « Néo-picaresque, (néo)réalisme et faillite de l’humanisme : Los olvidados de Buñuel et La virgen de los sicarios de Vallejo, de la modernité à la postmodernité », Langues néo-latines : Revue des langues vivantes romanes 105e année, vol. 4, no 359 dédié au Colloque Concours 2012,‎ décembre 2011, p. 117-156 (ISSN 0184-7570).
- Robert Basterra, Claudine Dubois, Emmanuel Larraz, Jacqueline Séror et Alet Valero, Images et langages, Approche d'un film de Luis Buñuel : Los olvidados (Cinéma et enseignement de l'espagnol, Secondes, Premières, Terminales, Première année de l'enseignement supérieur.), Paris, Didier, 1991, 80 p. (ISBN 978-2-278-03734-6)
- Michel Grosjean, « Intention et jouissance dans « Los olvidados » de Luis Buñuel », dans Regards sur le Cinéma espagnol de Luis Bunel à Carlos Saura, Presses universitaires François-Rabelais, 1987, 39-53 p. (ISBN 978-2-86906-443-0, lire en ligne)